# Darracq 200 HP
Darracq 200 HP – wyścigowy samochód osobowy produkowany przez francuskie przedsiębiorstwo motoryzacyjne Darracq w roku 1904.

## Dane techniczne Darracq 200 HP

### Silnik
- V8 25 400 cm³[1]
- Układ zasilania: b.d.
- Średnica cylindra × skok tłoka: b.d.
- Stopień sprężania: b.d.
- Moc maksymalna: 200 KM (147 kW)[1]
- Maksymalny moment obrotowy: b.d.

### Osiągi
- Przyspieszenie 0–80 km/h: b.d.
- Przyspieszenie 0–100 km/h: b.d.
- Prędkość maksymalna: 196 km/h[1]